# (10548) 1992 PJ2
1992 بي جاي 2 (ويعرف أيضًا باسم (10548) 1992 بي جاي 2 وفق تسمية الكوكب الصغير) (بالإنجليزية: 1992 PJ2)‏ هو كويكب ضمن حزام الكويكبات؛ وترتيبه 10548 من حيث الاكتشاف.
اكتُشف هذا الجُرم الفلكي بواسطة هنري هولت إي في 2 أغسطس 1992.

## وصلات خارجية
- (10548) 1992 PJ2 في قاعدة بيانات مختبر الدفع النفاث لأجرام النظام الشمسي الصغيرة

- الاكتشاف · مخطط المدار ·  العناصر المدارية · المعلمات المادية

- (10548) 1992 PJ2 على موقع ويكي سكاي: DSS2, SDSS, GALEX, IRAS, Hydrogen α, X-Ray, Astrophoto, Sky Map, Articles and images